# Nicolae Ionescu-Sisești
Nicolae Ionescu-Șișești (n. 11 februarie 1888, Șișești, județul Mehedinți – d. 17 august 1954, București) a fost un medic neurolog român, profesor de Neurologie la Facultatea de Medicină din București, director al Clinicii de Neurologie a Spitalului Colentina-București, membru corespondent (din 1939) al Academiei Române.

## Biografie
După ce audiază două semestre la Leipzig prelegerile de Psihologie experimentală ale lui Wilhelm Wundt, se hotărăște totuși pentru studiul medicinei. Se înscrie la facultatea de medicină a Universității din București și își continuă studiile la Paris. Se orientează de la început pentru specialitatea de Neurologie și va fi extern, intern, apoi "chef de clinique" (prima treaptă în ierarhia medicilor de spital în Franța), sub conducerea lui Georges Guillain⁠(fr)[traduceți] în renumita clinică de neurologie a spitalului Salpêtrière din Paris.
În anul 1932 vine la București, devenind unul din colaboratorii cei mai apropiați ai lui Gheorghe Marinescu. La moartea acestuia în 1938, devine urmașul său ca profesor titular de Neurologie la facultatea de medicină și director al clinicii de Neurologie în Spitalul Colentina din București. Având un deosebit dar oratoric, prelegerile sale clinice au rămas întipărite în memoria celor ce le-au audiat.
Ionescu-Șișești a adus contribuții valoroase în domeniul patologiei tumorale a măduvei spinării, siringomieliei și siringobulbiei, reflexelor psiho-galvanice, în studiul tonusului mușchilor striați, asupra rolului spațiului perivascular în migrarea antigenilor în creier, în domeniul neuroinfecțiilor. S-a stins din viață în anul 1954 în urma unei infecții contractate în laborator.
Nicolae Ionescu-Șișești a fost fratele academicianului Gheorghe Ionescu-Șișești.

## Activitatea științifică
În afara unui mare număr de articole publicate în reviste de specialitate din țară și străinătate precum și referate la congrese științifice, Ionescu-Șișești a fost autorul monografiilor, publicate în limba franceză, Tumeurs médullaires associées à un processus syringomyélique (Tumori medulare asociate cu un proces siringomielinic, 1929), La Syringobulbie - contribution à la physiopathologie du tronc cérébral (Siringobulbia - contribuție la fiziopatologia trunchiului cerebral, 1932). Această ultimă monografie a fost reeditată în 1986 în limba engleză la sugestia renumitului neuropatolog J. Godwin Greenfield de la National Hospital for Nervous Diseases din Londra, fiind considerată drept o lucrare clasică privind fiziologia și patologia bulbului rahidian.
Împreună cu Gheorghe Marinescu, Oskar Sager și Arthur Kreindler, Ionescu-Șișești a fost co-autorul monografiei Le Tonus des muscles striés (Tonusul mușchilor striați, 1937), prefațată de neurofiziologul englez Sir Charles Sherrington.

## Distincții
- titlul de „Medic Emerit al Republicii Populare Romîne” (5 august 1954) „pentru merite excepționale și realizări deosebite în domeniul ocrotirii sănătății oamenilor muncii”[3]